# Twelve (fumetto)
Twelve è un gruppo di personaggi dei fumetti creato da J. Michael Straczynski (testi) e Chris Weston (testi e disegni), pubblicato dalla Marvel Comics. È apparso la prima volta in The Twelve n. 0 (febbraio 2008).
Protagonisti del fumetto sono 12 supereroi della Timely Comics, realizzati durante la cosiddetta Golden Age: tutti i personaggi, poco utilizzati editorialmente (molti sono apparsi in una sola storia), vengono risvegliati dopo avere passato più di 60 anni in ibernazione.

## Trama
Berlino, 1945: un gruppo di eroi in costume sta esplorando un bunker sotterraneo, ma viene intrappolato e posto in animazione sospesa da dei nazisti, con lo scopo di sottoporli a future sperimentazioni. Tuttavia un bombardamento farà crollare il palazzo sovrastante, e i nazisti, unici testimoni dell'avvenuto, verranno giustiziati dai soldati russi. Dopo 63 anni, durante dei lavori edili, il bunker viene scoperto e "I dodici", come verranno chiamati, risvegliati e riportati a casa. Dopo lo shock iniziale, cercheranno di integrarsi in una società molto differente da come l'avevano lasciata.

## I protagonisti
1. Blue Blade - Abile e vanitoso spadaccino, apparso in una singola storia pubblicata su USA Comics nel 1942. Non è dotato di poteri.
2. Vedova Nera (Black Widow) - Una medium che, dopo avere fatto un patto con Satana, uccide criminali per fornirgli le loro anime. Possiede diversi poteri sovrannaturali (può volare, evocare fiamme e uccidere persone con un solo tocco). Esordisce su Mystic Comics (vol. 1) n. 4 (1940).
3. Capitan Wonder (Captain Wonder) - Scienziato che acquista una forza sovraumana dopo un incidente di laboratorio; appare nei primi tre numeri di Kid Komics nel 1943.
4. Dynamic Man - Androide dotato di molteplici superpoteri (volo, invulnerabilità, forza...). Appare per la prima volta nel numero 1 di Mystic Comics (1949).
5. Electro - Potente robot controllato a distanza dal suo costruttore, il fisico Philo Zog. Le sue storie sono state pubblicate su Marvel Mystery.
6. Maschera di fuoco (Fiery Mask) - Mentre investiga sulle misteriose sparizioni di alcuni senzatetto, il dr. Jack Castle viene rapito da un criminale e colpito da un raggio che gli dona diversi poteri, tra cui la pirocinesi. Esordisce sul primo numero di Daring Mystery Comics.
7. Uomo che Ride (Laughing Mask) - Procuratore distrettuale che decide di combattere il crimine indossando una maschera fosforescente e un paio di pistole. Non è dotato di poteri. (Daring Mystery Comics n. 2)
8. Master Mind Excello - Apparso in due storie su Mystic Comics (1940), è dotato di poteri psichici e di grande forza fisica.
9. Mister E - Personaggio mascherato dal fisico atletico, apparso in una singola storia su Daring Mystery Comics. Non è dotato di poteri.
10. Reporter Fantasma (Phantom Reporter) - Giornalista che combatte il crimine, esordisce sul n. 3 di Daring Mystery Comics. Non è dotato di poteri.
11. Rockman - Uomo molto robusto e forzuto, ex leader di un perduto popolo sotterraneo. Esordisce su U.S.A. Comics n. 1.
12. Testimone (Witness) - Detective mascherato che osserva le persone, decidendone le sorti. Appare sul n. 7 di Mystic Comics. Non possiede, apparentemente, poteri.

## Pubblicazione
The Twelve è una miniserie a fumetti edita dalla Marvel Comics, realizzata da J. Michael Straczynski (testi) e Chris Weston (disegni).
È stata annunciata nel 2007, mentre il primo numero è uscito nel marzo 2008. La pubblicazione è stata interrotta dopo l'ottavo numero a causa dei sempre più frequenti impegni di Straczynski come sceneggiatore cinematografico ed è ripresa nel febbraio del 2012 con i numeri 9 e 10; gli ultimi due sono previsti rispettivamente per marzo e aprile dello stesso anno.
In Italia la Panini Comics ha pubblicato due volumi appartenenti alla collana 100% Marvel, che raccolgono i dodici volumi originali.

### The Twelve: Spearhead
Nel maggio 2010 è uscita negli Stati Uniti una storia intitolata The Twelve: Spearhead, prequel della vicenda, scritta e disegnata da Chris Weston. Vengono presentati i vari protagonisti, che interagiscono anche con personaggi come Nick Fury, Capitan America e la Torcia Umana. In Italia è stata pubblicata nel secondo volume dedicato alla serie.